# Clube União Idanhense
El Clube União Idanhense es un equipo de fútbol de Portugal que juega en la Liga de Fútbol de Castelo Branco, la quinta división nacional.

## Historia
Fue fundado el 17 de abril de 1917 en el municipio de Idanha-a-Nova del distrito de Castelo Branco y en el pasado el club participó en cinco temporadas no consecutivas de la desaparecida Tercera División de Portugal entre 1999 y 2007.
Tras ganar el título regional en la temporada 2020/21 el club consigue el ascenso al Campeonato de Portugal por primera vez.

## Palmarés
- Liga Regional de Castelo Branco: 3

1998/99, 2002/03, 2020/21
- Copa de Castelo Branco: 2

2001/02, 2002/03, 2016/17